# Existential Reckoning
Existential Reckoning è il quarto album in studio del gruppo musicale statunitense Puscifer, pubblicato il 30 ottobre 2020 dalla Alchemy Recordings.
Del disco è stata pubblicata una versione di remix nel 2023, con il titolo Existential Reckoning: Rewired.

## Tracce
Testi e musiche dei Puscifer.
1. Bread and Circus – 6:28
2. Apocalyptical – 5:22
3. The Underwhelming – 5:04
4. Grey Area – 3:58
5. Theorem – 5:04
6. UPGrade – 4:53
7. Bullet Train to Iowa – 5:05
8. Personal Prometheus – 7:25
9. A Singularity – 5:30
10. Postulous – 3:41
11. Fake Affront – 3:28
12. Bedlamite – 4:50

## Formazione
Hanno partecipato alle registrazioni, secondo le note di copertina:
Gruppo
- Maynard James Keenan – voce
- Carina Round – voce, Fairlight (tracce 4, 5, 9 e 10), S612 (tracce 5 e 10)
- Mat Mitchell – Fairlight (eccetto tracce 3, 4, 6, 8 e 11), Voyager (tracce 1 e 8), Juno 60 (traccia 1), basso (tracce 1-3, 7 e 12), programmazione (traccia 1), Steinberger (eccetto tracce 1, 7, 9 e 10),  2600 (tracce 2, 8 e 9), sintetizzatore (eccetto tracce 1, 4 7, 10 e 11), Quantum (traccia 4), Synclavier (tracce 4, 5 e 10), MS20 (traccia 8), S900 (traccia 9), Chapman Stick (traccia 11)

Altri musicisti
- Greg Edwards – basso (eccetto tracce 2 e 7), chitarra (tracce 2 e 8), Deckard's Dream (tracce 3 e 5), violino (traccia 6), sitar (traccia 7), sintetizzatore (tracce 9, 11 e 12), Synclavier (traccia 10)
- Sarah Jones – batteria (eccetto tracce 1 e 8)
- Esmé Bianco – voce fuori campo (traccia 6)
- Gunnar Olsen – batteria (tracce 7 e 8)

Produzione
- Mat Mitchell – produzione, registrazione, missaggio
- Puscifer – produzione
- Carina Round – registrazione aggiuntiva
- Greg Edwards – registrazione aggiuntiva
- Max Cuzor – tecnico batteria
- Daniel Martin Diaz – copertina
- Randall Leddy – grafica

## Classifiche
| Classifica (2020)         | Posizione massima |
| ------------------------- | ----------------- |
| Belgio (Fiandre)          | 144               |
| Germania                  | 71                |
| Regno Unito (independent) | 45                |
| Stati Uniti               | 65                |
| Stati Uniti (alternative) | 7                 |
| Stati Uniti (independent) | 13                |
| Stati Uniti (rock)        | 12                |
| Stati Uniti (tastemaker)  | 5                 |
| Svizzera                  | 57                |